# René Hansoul
René Jan Hansoul (Machelen, 23 oktober 1910 – Brussel, 19 november 1979) was een Belgisch kunstschilder, gekend als portrettist, uitbeelder van stillevens en fantastische onderwerpen.

## Biografie
Hansoul deed studies aan de Academie in Leuven en aan het Hoger Sint-Lucasinstituut in Gent.
Hij kwam op 19-jarige leeftijd in Oostende wonen. Zijn ouders hadden er een tabakszaak. Hij huwde op 22 december 1936 te Oostende met Yvonne Declercq. Zij hadden een zoon (jonggestorven) en een dochter
Hij werkte in de jaren 30 aan de decoratie van het Heemkundig Museum in het Fort Napoleon waarvoor hij grote taferelen schilderde : episodes uit het leven van Napoleon in relatie tot Oostende, de Hollandse Tijd, de bouw van het fort, en de militaire batterijen op de oostoever gedurende de Eerste Wereldoorlog.
Hij ontwierp ook enkele affiches voor manifestaties in Oostende : onder andere “Lichtfeest 1937”.
Samen met Jef De Brock schilderde hij in het interbellum ook een reeks toeristisch-promotionele schilderijen voor Oostende met zichten op het strand, de dijk, het Palais des Thermes ... Ze werden gebruikt in toeristische standen en tentoonstellingspaviljoenen.
Hij schilderde een monumentaal werk “Zicht op zee” voor de eerste verdieping van het Gerechtshof in Oostende.
Hij woonde na de Tweede Wereldoorlog in Brussel. Zijn laatste adres was Spastraat 61 in Brussel.
In oktober 1963 hield hij nog een individuele tentoonstelling bij Isy Brachot in Brussel.
Na zijn dood is hij wat in de vergetelheid geraakt; Hij werd begraven in Oostende.
Zijn schilderijen komen slechts mondjesmaat terecht in recente kunstveilingen, zoals “Nue dans la rue” (1998), “Paysages fantastiques” (2003) (geschat op 600 €) en de triptiek “"L'Ommeganck".” (2007), verkocht voor 800 €

## Iconografie
Zelfportret (verzameling van zijn dochter)

## Tentoonstellingen
- 1963, Brussel, Galerie Isy Brachot (individueel)
- 2005, Oostende, Fort Napoleon : «5x Napoleon» - Deze unieke werken van Hansoul werden na het sluiten van het heemkundig museum in het fort einde jaren ’30 nooit meer tentoongesteld.

## Musea
- Liège, Musée de l’ Art Wallon : “La légende de St. Hubert”
- Oostende, Museum voor Schone Kunsten : reeks historische schilderijen uit het Fort Napoleon; een “Stilleven met potten en bierkruik”, “Gezicht in de Vismijn”